# Mark Martin
Mark Anthony Martin (Batesville, 9 gennaio 1959) è un pilota automobilistico statunitense.

## Carriera
Dal 1981 al 2013 ha corso nella NASCAR Sprint Cup Series, 882 gare, vincendone 40. Inoltre ha corso nella Xfinity Series, dove ha vinto 49 gare e nella Camping World Truck Series, riportando sette vittorie.

## Riconoscimenti
Nel 2015 è stato inserito nella Motorsports Hall of Fame of America, mentre nel 2017 è stato introdotto nella NASCAR Hall of Fame.